# Tmarus productus
Tmarus productus là một loài nhện trong họ Thomisidae.
Loài này thuộc chi Tmarus. Tmarus productus được Arthur Merton Chickering miêu tả năm 1950.